# Тармо Кінк
Тармо Кінк (ест. Tarmo Kink; 6 листопада 1985, Таллінн, Естонська РСР, СРСР) — естонський футболіст, нападник «Левадії» (Таллінн) та національної збірної Естонії.

## Біографія
Вихованець ТФШ Таллінн (Естонія). Провів 4 сезони в себе на батьківщині в Таллінні.
У 2003 році підписав контракт із «Спартак» (Москва), отримав номер 37. Шансів пробитися в основу у нього було небагато і згодом він підписав контракт із клубом «Левадія». З новою командою став триразовим чемпіоном Естонії, і володарем Кубка Естонії у 2007 році.
В 2009–2010 грав за клуб Дьйор.
У 2010 році перейшов в англійський Мідлсбро за 1,2 мільйони євро. Дебютував 7 серпня 2010 року, в матчі проти «Іпсвіча». Естонець вийшов на заміну на 60 хвилині, замість Джастіна Хойта. Гра закінчилась поразкою «Боро» з рахунком 1:3.
Перший гол за «Мідлсбро» Тармо провів 14 вересня 2010 року, в матчі проти «Бернлі», причому в цій же зустрічі він забив і другий свій м'яч за «річників». Вийшовши на заміну за 15 хвилин до закінчення матчу, Кінк на 79-й та 90+4-й оформив дубль, принісши, таким чином, перемогу «Мідлсбро» з рахунком 2:1.
6 листопада 2010 року Тармо Кінк, вийшовши на заміну, забив свій третій м'яч за «Боро», — у ворота «Крістал Пелес». «Мідлсбро» тоді одержав перемогу 2:1.
Четвертий м'яч у футболці «Боро» естонець провев 25 квітня 2011 року. Вийшовши на заміну на 65-й хвилині в матчі проти Ковентрі, Тармо, в додатковий час матчу, чудовим ударом приносить «Мідлсбро» перемогу, знову з рахунком 2:1.
28 лютого 2012 року перейшов у львівські «Карпати», але вже навесні розірвав співпрацю з клубом через відсутність достатньої ігрової практики.
Після піврічної паузи підписав контракт з клубом «Варезе» який виступав у Серії Б, де і грав до кінця 2012 року.
Весь 2013 рік грав в оренді за клуб «Дьйор», за який грав раніше. У січні 2014 ріка повернувся в Італію, а потім став «вільним агентом».
22 лютого 2014 року підписав контракт з клубом «Капошвар Ракоці». В кінці сезону залишив «Капошвар Ракоці».
У березні 2015 року перейшов в шотландський «Інвернесс Каледоніан Тісл», проте вже влітку повернувся на батьківщину, ставши гравцем «Левадії».

### Збірна
З 2004 року виступає за національну збірну Естонії.

## Досягнення

### Командні
Спартак
- Володар Кубку Росії: (1) 2002/03
- Срібний призер Чемпіонату Росії: 2005

 Левадія
- Чемпіон Естонії: (3) 2006, 2007, 2008
- Володар Кубку Естонії: (1) 2006/07
- Фіналіст Суперкубка Естонії: 2007, 2008

 Дьйор
- Чемпіон Угорщини: (1) 2012/13
- Фіналіст Кубку Угорщини: 2012/13

### Особисті
- Володар «Срібного м'яча Естонії» за найкращий гол у складі національної збірної: 2010